# Scan-Line Interleave
Scan-Line Interleave (SLI) foi um método desenvolvido pela antiga fabricante de placas de vídeo 3dfx para conectar duas placas de vídeo em paralelo no computador, fazendo com que elas trabalhassem em conjunto para processar os gráficos em uma única saída de vídeo. Esse sistema dobra o desempenho gráfico. O sistema foi introduzido no mercado em 1998 e usado na linha de placas aceleradoras Voodoo 2.
A 3dfx foi a empresa pioneira em desenvolvimento de tecnologia de placas gráficas trabalharem em paralelo. A NVIDIA Corporation reutilizou o nome SLI em 2004 (desta vez significando Scalable Link Interface) para usar a mesma tecnologia em sistemas modernos de computador baseados no barramento PCI Express.